# کوساگو
کوساگو (به ایتالیایی: Cusago) یک کومونه در ایتالیا است که در استان میلان واقع شده‌است.

## خصوصیات
کوساگو ۱۱٫۵ کیلومترمربع مساحت و ۳٬۸۴۵ نفر جمعیت دارد و ۱۲۶ متر بالاتر از سطح دریا واقع شده‌است.